# Großsteingrab Groß Wittensee
Das Großsteingrab Groß Wittensee ist eine megalithische Grabanlage der jungsteinzeitlichen Trichterbecherkultur bei Groß Wittensee im Kreis Rendsburg-Eckernförde in Schleswig-Holstein. Es trägt die Sprockhoff-Nummer 79.

## Lage
Das Grab befindet sich östlich von Groß Wittensee im Gehege Wahrberg. Nordöstlich liegen die Großsteingräber bei Goosefeld.

## Beschreibung
Die Anlage besitzt eine runde Hügelschüttung mit einem Durchmesser von 15 m und einer Höhe von 1,3 m. Die ursprüngliche Umfassung ist nicht mehr vorhanden. Ernst Sprockhoff konnte anhand von Grabungslöchern rekonstruieren, dass die Umfassung wohl aus 14 Steinen von je etwa 1 m Durchmesser bestanden hatte. Bei der mittig gelegenen Grabkammer handelt es sich um einen nordwest-südöstlich orientierten erweiterten Dolmen mit einer Länge von etwa 2,25 m und einer Breite von 1,1 m. Es sind zwei Wandsteinpaare an den Langseiten und die beiden Abschlusssteine an den Schmalseiten erhalten. Die Decksteine fehlen. Der nordwestliche Abschlussstein und die beiden angrenzenden Wandsteine stehen noch in situ, die anderen Steine sind verschoben. Der südöstliche Abschlussstein nahm ursprünglich wohl nur die Hälfte der Schmalseite ein und ließ an der Südostecke einen Zugang frei. Diesem war ein 1,5 m langer Gang aus zwei Wandsteinpaaren vorgelagert, von denen nur die beiden nordöstlichen Steine und ein Bruchstück eines der gegenüberliegenden Steine erhalten sind.